# نیک کیو اند د بد سیدز
نیک کِیو و بَد سیدز یا نیک کِیو اَند دِ بَد سیدز (به انگلیسی: Nick Cave and The Bad Seeds) یک گروه آلترناتیو راک/پست پانک استرالیایی است که رهبر، خواننده، آهنگساز، نوازندهٔ پیانو و ترانه‌سرای آن نیک کیو می‌باشد. ترانه‌هایی که نیک کیو برای آهنگ‌هایش می‌نویسد از شاعرانه‌ترین ترانه‌های موسیقی راک محسوب می‌شوند. او به صورتی غیرمتعارف از مذهب، مرگ، عشق و خشونت می‌گوید. موسیقی گروه بد سیدز نیز به کمک دید خاص او در شعرهایش می‌آید تا کارهایشان دارای شخصیت شود و از دیگر آهنگ‌ها متمایز بمانند.

## تاریخچه
نیک کیو در سن ۲۰ سالگی با تعدادی از دوستانش گروه بویز نکست دور (Boys Next Door) را تشکیل داد و نخستین آلبومشان در سال ۱۹۷۹ به نام «دور دور» (Door Door) منتشر شد. اما گروه یک سال بعد به برثدی پارتی (The Birthday Party) تغییر نام داد و سپس در سال ۱۹۸۳ منحل شد. نیک کیو گروه بد سیدز را در سال ۱۹۸۴ با حضور میک هاروی (گیتار الکتریک و چند ساز دیگر)، بلیکسا بارگلد (گیتار الکتریک و آواز) و توماس وایدلر (درام و پرکاشن) راه انداخت و تا امروز با همان گروه مشغول به کار است، هر چند که نوازندگان دیگری نیز برای مدتی با گروه همراه شدند و بارگلد نیز در سال ۲۰۰۳ از گروه خارج شد. نیک کیو علاوه بر خوانندگی مسئولیت نوازندگی پیانو را نیز بر عهده دارد.

## اعضای گروه

### اعضای کنونی
- نیک کیو: آواز، پیانو، کیبورد، سازدهنی، پرکاشن، گیتار الکتریک و تنظیم کوک (۱۹۸۳ تاکنون)
- توماس وایدلر: درام، پرکاشن و آواز (۱۹۸۵ تاکنون)
- مارتین پی. کَسِی: گیتار بیس و آواز (۱۹۹۰ تاکنون)
- کُنوی سَویج: پیانو، کیبورد و آواز (۱۹۹۰ تا تاکنون)
- جیم اسکلاوونس: درام، پرکاشن، کیبورد، ملودیکا و آواز (۱۹۹۴ تاکنون)
- وارن الیس: ویولن، فندر مندوکستر، لوپس، ماندولین، گیتار تنور، ویولا، بوزوکی، آکاردئون، فلوت، لوت، پیانو، پرکاشن، برنامه‌نویسی، تنظیم کوک و آواز (۱۹۹۴ تا ۱۹۹۷ به‌عنوان میهمان؛ ۱۹۹۷ تاکنون)
- اِد کوپر: گیتار الکتریک و آواز (۲۰۰۹ تاکنون)

### اعضای پیشین
- میک هاروی: گیتار الکتریک، گیتار آکوستیک، گیتار بیس، درام، کیبورد، پرکاشن، پیانو، لوپس، تنظیم کوک و آواز (۱۹۸۳ تا ۲۰۰۹)
- بلیکسا بارگلد: گیتار الکتریک، گیتار اسلاید، گیتار استیل پدال، کیبورد و آواز (۱۹۸۳ تا ۱۹۸۶)
- بری آدامسون: گیتار بیس، گیتار الکتریک، درام، کیبورد، پیانو، پرکاشن و آواز (۱۹۸۳ تا ۱۹۸۶)
- هوگو ریس: گیتار الکتریک و آواز (۱۹۸۳ تا ۱۹۸۴)
- آنیتا لین: شعر (۱۹۸۴)
- کید کونگو پاورز: گیتار الکتریک، گیتار اسلاید (۱۹۸۶ تا ۱۹۹۰)
- رولند ولف: پیانو، کیبورد، گیتار الکتریک و آواز (۱۹۸۶ تا ۱۹۸۹)
- جیمز جانستُن: کیبورد، گیتار الکتریک، گیتار آکوستیک و آواز (۲۰۰۳ تا ۲۰۰۸ و ۱۹۹۴ به‌عنوان مهمان)

## آلبوم‌ها

### استودیوای
- From Her to Eternity - ۱۹۸۴
- The Firstborn Is Dead - ۱۹۸۵
- Kicking Against the Pricks - ۱۹۸۶
- Your Funeral... My Trial - ۱۹۸۶
- Tender Prey - ۱۹۸۸
- The Good Son - ۱۹۹۰
- Henry's Dream - ۱۹۹۲
- Let Love In - ۱۹۹۴
- Murder Ballads - ۱۹۹۶
- The Boatman's Call - ۱۹۹۷
- No More Shall We Part - ۲۰۰۱
- Nocturama - ۲۰۰۳
- Abattoir Blues/The Lyre of Orpheus - ۲۰۰۴
- ۲۰۰۸ - !!!Dig, Lazarus, Dig
- ۲۰۱۳ - Push the Sky Away
- ۲۰۱۶ - Skeleton Tree
- ۲۰۱۹ - Ghosteen
- ۲۰۲۴ - Wild God

### زنده
- Live Seeds - ۱۹۹۳
- ۲۰۰۷ - The Abattoir Blues Tour
- ۲۰۰۸ - Live at the Royal Albert Hall

### گردآوری‌ها
- The Best Of Nick Cave and the Bad Seeds - ۱۹۹۸
- B-Sides & Rarities - ۲۰۰۵